# Anvil Rock (Antarktika)
Der Anvil Rock (von englisch anvil ‚Amboss‘) ist ein mariner Felsen vor der Westküste der Antarktischen Halbinsel. Er liegt zwischen Grotto Island und dem südöstlichen Ende der Forge Islands in der Gruppe der Argentinischen Inseln des Wilhelm-Archipels.
Eine Kartierung und deskriptive Benennung nahmen Teilnehmer der British Graham Land Expedition (1934–1937) unter der Leitung des australischen Polarforschers John Rymill im Jahr 1935 vor.